# Campina
Campina GMBH & Co. KG — нідерландська компанія, що працює у сфері виробництва молочних продуктів та інгредієнтів для харчової і фармацевтичної промисловостей. Компанія була утворена у 1996 році після об'єднання «Зюдмільхь АГ» (Südmilch AG, укр. АТ «Південне молоко»). У 2008 році компанія об'єдналася з Friesland Foods, утворивши компанію FrieslandCampina.

## Діяльність
Компанія посідає на молочному ринку провідне положення, маючи у своєму портфелі такі бренди, як Campina, Landliebe і Mona. Штат компанії налічує близько 7 000 співробітників, у тому числі близько 2 200 працюють у центральному офісу в Гайльбронні. Щорічний оборот досягає 3,5 мільярдів євро. Річний обсяг споживання молока у 2004 році склав 1,4 млрд літрів.